# Província del Kazakhstan Septentrional
La província del Kazakhstan Septentrional o del Nord (en kazakh: Солтүстік Қазақстан облысы, Soltüstik Qazaqstan oblısı, سولتٷستىک قازاقستان وبلىسى, en rus: Северо-Казахстанская область) és una província del Kazakhstan. Segons estimacions oficials de l'oficina d'estadística kazakh, tenia uns 682.000 habitants a l'1 de gener de 2003, xifra que va baixar a 654.000 a principis de 2008. La seva capital és Petropavl, amb una població de 193.300 persones. La província té una superfície de 98.040 km², el que la converteix en la quarta divisió administrativa de primer ordre més petita del Kazakhstan.

## Població
Els principals grups ètnics són els següents:
| Any                                                | 1989   | 1999   | 2006   | 2009   |
| -------------------------------------------------- | ------ | ------ | ------ | ------ |
| Russos                                             | 51,49% | 49,79% | 48,5%  | 48,25% |
| Kazakhs                                            | 22,59% | 29,57% | 32,3%  | 35,89% |
| Ucraïnesos                                         | 7,73%  | 6,47%  | 6,3%   | 4,55%  |
| Alemanys                                           | 9,51%  | 5,67%  | 3,9%   | 2,7%   |
| Polonesos                                          | 2,51%  | 2,58%  | 2,7%   | = 2,7% |
| Tàtars                                             | 1,80%  | 1,54%  | 2,2%   | 2,3%   |
| Belarussos                                         | 2,89%  | 2,46%  | 1,2%   | = 1,2% |
| Altres (Principalment grecs, Mordovians, i uzbeks) | 2,18%  | 2,11%  | 2,9%   | 2,11%  |
| Total                                              | 100.00 | 100.00 | 100.00 | 100.00 |
| Sources: Russian Wikipedia                         |        |        |        |        |

La població és d'uns 725.000 habitants.
L'estructura nacional també varia considerablement depenent de les zones i ciutats de la zona. Així, a Petropavl predominen els russos (71,12% de la població), a la zona d'Ualihanovsky hi predominen els kazakhs (86,04%). La diàspora polonesa més gran a Kazakhstan viu a l'àrea.
A més, la CKO era una àrea única a Kazakhstan amb una disminució natural de la població, Tanmateix des de l'any 2008 s'observa a l'àrea un creixement natural de la població.

## Divisió administrativa
La província es divideix administrativament en tretze districtes i la ciutat de Petropavl.
1. Districte d'Akkayin, amb el centre administratiu al poble de Smirnovo;
2. Districte d'Akzhar, el poble de Talshik;
3. Districte d'Aiyrtau, el poble de Saumalkol;
4. Districte d'Esil, el poble de Yavlenka;
5. Districte de Gabit Musirepov, el poble de Novoishimskoye;
6. Districte de Kyzylzhar, el poble de Beskol;
7. Districte de Magzhan Zhumabaev, la ciutat de Bulayevo;
8. Districte de Mamlyut, la ciutat de Mamlyutka;
9. Districte de Shal akyn, la ciutat de Sergeyevka;
10. Districte de Taiynsha, la ciutat de Taiynsha;
11. Districte de Timiryazev, el poble de Timiryazevo;
12. Districte d'Ualikhanov, el poble de Kishkenekol;
13. Districte de Zhambyl, el poble de Presnovka.

Les següents cinc localitats al nord de la província del Kazakhstan tenen categoria de ciutat: Petropavl, Bulayevo, Mamlyutka, Sergeyevka i Taiynsha.